# Plasmawelle
Eine Plasmawelle ist eine Welle, die sich in einem Gasplasma ausbreitet. In einem Plasma kann es je nach Temperatur, angelegtem Magnetfeld und anderen Eigenschaften eine Vielzahl von verschiedenen Wellen geben, die meisten sind elektromagnetisch, es gibt aber Wellen ohne magnetischen Anteil.

## Vorbemerkung
Als Plasma bezeichnet man in der Physik ein gasförmiges, elektrisch leitfähiges und nach außen hin elektrisch neutrales Gemisch aus geladenen und ungeladenen Teilchen. Durch Energiezufuhr erfolgt eine (oft nur teilweise) Ionisierung des ursprünglichen Gases, z. B. eine Trennung von Elektronen aus Atomen oder aus Molekülen.
Die Untersuchung von Plasmawellen und der von Plasmen abgegebenen Strahlung (Plasmaspektroskopie) wird zur Erforschung von Plasmen und zur Überwachung des aktuellen Plasmazustands (Plasmadiagnostik) eingesetzt.

## Arten

### Plasma ohne Magnetfeld
In einem Plasma, auf das kein Magnetfeld wirkt, gibt es zwei Wellentypen, die transversalen elektromagnetischen (Licht-)Wellen und longitudinale Wellen:
- elektromagnetische Wellen können sich nur oberhalb der Plasmafrequenz ausbreiten, darunter werden sie vom Plasma reflektiert. Dies tritt beispielsweise bei Kurzwellen in der Atmosphäre der Erde auf, wenn sie auf die Ionosphäre treffen. Bei Frequenzen deutlich über der Plasmafrequenz verliert das Plasma seinen Einfluss auf die Ausbreitung der Welle.
- zu den longitudinalen (elektrostatischen) Wellen zählen die klassischen Schallwellen; allerdings führt die zusätzliche elektrische Wechselwirkung auf neue Effekte. Bei der Plasmafrequenz tritt ein neuer Wellentyp auf, die Plasmaoszillation, bei dem die leichten Elektronen gegen die trägen Ionen schwingen.

### Magnetisierte Plasmen
Bei Anwesenheit eines Magnetfelds ändert sich das Schwingungsverhalten teilweise grundlegend. Durch die Richtung des Magnetfelds wird eine Richtung ausgezeichnet und der Brechungsindex hängt stark von der Ausbreitungsrichtung relativ zum Magnetfeld und von der Polarisationsrichtung ab. Die wichtigsten Effekte kann man beschreiben, wenn man die Ausbreitung von Wellen parallel beziehungsweise senkrecht zum Magnetfeld betrachtet.

#### Ausbreitung parallel zum Magnetfeld
Da das Magnetfeld keine Kraft auf geladene Teilchen ausübt, die sich entlang der magnetischen Feldlinien bewegen, verhalten sich die Longitudinalwellen wie im magnetfeldfreien Fall.
Bei den Transversalwellen hängt der Brechungsindex vom Drehsinn der zirkularen Polarisation ab. Wellen können sich schon bei niedrigen Frequenzen ausbreiten, bei den Zyklotronfrequenzen kommt es aber zu resonanten Energiewechselwirkungen mit den Elektronen oder Ionen, die sich in Kreisbahnen um die Magnetfeldlinien bewegen und darüber teilweise wieder zu einer Reflexion. Zu sehr hohen Frequenzen hin verhält sich die Welle wieder wie im Vakuum.

#### Ausbreitung senkrecht zum Magnetfeld
Hier gibt es keine reinen Longitudinalwellen mehr und bei Transversalwellen kommt es auf die Richtung des elektrischen Feldes der Welle im Vergleich zur Richtung des Magnetfelds an.
Ist das elektrische Feld parallel zum äußeren Magnetfeld ausgerichtet, wird die Welle vom Magnetfeld nicht beeinflusst und die Ausbreitung entspricht dem Verhalten im magnetfeldfreien Fall (O-Mode).
Longitudinalwellen und Transversalwellen, deren elektrisches Feld senkrecht zum Magnetfeld zeigt, koppeln zur sogenannten X-Mode.
Es können sich wieder Wellen mit niedrigen Frequenzen ausbreiten, bei zwei Frequenzen kommt es aber erst zu Resonanzen (untere und obere Hybridresonanz), auf die ein Frequenzbereich folgt, in dem sich die Wellen nicht ausbreiten können und an der Grenzschicht reflektiert werden.

#### Alfvénwellen bei niedrigen Frequenzen
Langsame Plasmaphänomene können mit der Magnetohydrodynamik beschrieben werden, das trifft auch auf die niederfrequenten Bereiche der obigen Wellen zu. Man unterscheidet bei dieser Beschreibung 3 Typen:
1. SchallwelleIn einem Plasma kann wie in Gasen eine Schallwelle entstehen, wenn es an einer Stelle zu einer Druckerhöhung kommt.
2. Scherungs-Alfvén-WelleBei Anlegen eines Magnetfeldes können sich Wellen parallel zu den Magnetfeldlinien ausbreiten. Die Ionen „ziehen“ dabei die Feldlinien mit. Daraus resultiert ein gestörtes Feld im Plasma, das wiederum eine Rückstellkraft hervorruft, und eine Welle entsteht.
3. Kompressions-Alfvén-WelleDiese longitudinale Welle breitet sich senkrecht zu den Magnetfeldlinien aus und verhält sich ähnlich wie die Schallwelle. Der klassische Druck wird durch einen „Magnetfelddruck“ verstärkt und so die Geschwindigkeit der Welle erhöht.
Die Alfvén-Wellen sind benannt nach Hannes Alfvén. Die Scherungs-Alfvén-Wellen bewegen sich mit der gleichnamigen Alfvén-Geschwindigkeit fort.

## Künstliche Erzeugung
Um in diesem dynamischen Gleichgewicht eine Plasmawelle zu erzeugen, wird das Plasma zusätzlich gezielt angeregt.

### Mittels kurz gepulster Laser
Die Verwendung eines hochenergetischen und sehr kurz gepulsten Lasers ist eine Möglichkeit. Hierbei wird der Laser auf einen Punkt fokussiert. Durch die extreme Zunahme der Energie an einem einzigen Punkt werden die freien Elektronen zusätzlich angeregt und entfernen sich von den Atomkernen in diesem Bereich. Nach dem Puls streben die Elektronen wieder zurück zu den Restatomen. Die Elektronen werden jedoch nicht vollständig von den Atomen eingefangen, schießen teilweise über das Ziel hinaus und kehren anschließend wieder zurück. Durch diesen schwingenden Dipol, gebildet durch die negativ geladenen Elektronen und die positiv geladenen Restatome, entsteht für sehr kurze Zeit eine elektromagnetische Plasmawelle.
Auf diese Weise ist es Forschern gelungen, Elektronen bis auf 200 MeV (Megaelektronenvolt) zu beschleunigen.

### Mittels beschleunigter Positronen
Eine weitere Möglichkeit ist die Erzeugung einer Plasmawelle mittels bereits beschleunigter Positronen, den Antiteilchen der Elektronen.
Hierbei werden Positronen durch ein Plasma geschossen. Entlang des Flugweges stört das Positron das Gleichgewicht und erzeugt einen ähnlichen Effekt wie der Laserpuls. Allerdings breitet sich die Plasmawelle hier über die gesamte Flugbahn aus.
Auf diese Weise konnte ein weiteres Positron, das dem ersten folgte, um weitere 80 MeV beschleunigt werden.

### Einsatzmöglichkeiten
Zurzeit befinden sich diese Techniken noch im Experimentierstadium. Doch in naher Zukunft ist der praktische Einsatz in folgenden Bereichen absehbar:
- im Bereich der experimentellen Elementarteilchenphysik, da diese Kielfeld-Beschleuniger deutlich kleiner und günstiger sind als heutige Teilchenbeschleuniger mit kilometerlangen Beschleunigungsröhren.
- in der Medizin: Tumoren können durch Protonenstrahlen behandelt werden. Durch die neuen Apparaturen müssten die Patienten nicht mehr in Beschleunigerzentren gebracht werden, sondern könnten direkt im Krankenhaus behandelt werden.
- in der Antriebstechnologie für den Einsatz von Plasmatriebwerken, z. B. für Weltraumexpeditionen in weiter entfernte Bereiche des Weltalls.

### Sonnenwind
Seit den 1960er Jahren wurde vermutet, dass der Sonnenwind durch das Magnetfeld der Sonne getrieben wird. 2024 konnten Messungen diese Hypothese bestätigen. In der Nähe der Sonne (ca. 9 Millionen Kilometer entfernt) wurden Alfvén-Wellen beobachtet, die mit dem Sonnenwind interagierten. Bei einer zweiten Messung (89 Millionen Kilometer entfernt), hatte die Wellen große Teile ihrer Energie als Wärme und Geschwindigkeit weiter gegeben. Dadurch ist der Wind schneller und wärmer als es ohne Einbeziehung der Wellen zu erwarten wäre.